# Reggenza di Kerinci
La reggenza di Kerinci è una reggenza (in indonesiano: kabupaten) dell'Indonesia, situata nella provincia di Jambi.
Il capoluogo della reggenza è Siulak.